# Ghindari
Ghindari ou Makflava en hongrois (Eicheldorf en allemand) est une commune roumaine du județ de Mureș, dans la région historique de Transylvanie et dans la région de développement du Centre.

## Géographie
La commune de Ghindari est située au sud-est du județ, dans les collines de Târnava, sur le cours supérieur de la Târnava Mică, à 11 km au sud-est de Sovata et à 45 km à l'est de Târgu Mureș.
La commune comptait jusqu'en 2004 six villages mais le village de Chibed s'en est séparé à cette date pour former une commune indépendante.
La municipalité est composée des cinq villages suivants (population en 2002) :
- Abud (193) ;
- Ceie (47) ;
- Ghindari (1 461), siège de la municipalité ;
- Solocma (415) ;
- Trei Sate (1 175).

## Histoire
La première mention écrite du village date de 1507.
La commune de Ghindari a appartenu au royaume de Hongrie, puis à l'empire d'Autriche et à l'Empire austro-hongrois.
En 1876, lors de la réorganisation administrative de la Transylvanie, elle a été rattachée au comitat de Maros-Torda.
La commune de Ghindari a rejoint la Roumanie en 1920, au traité de Trianon, lors de la désagrégation de l'Autriche-Hongrie. Après le deuxième arbitrage de Vienne, elle a été occupée par la Hongrie de 1940 à 1944, période durant laquelle la petite communauté juive fut exterminée par les Nazis. Elle est redevenue roumaine en 1945.

## Politique
Le conseil municipal de Ghindari compte 13 sièges de conseillers municipaux. À l'issue des élections municipales de juin 2008, Venczel Zsigmond (UDMR) a été élu maire de la commune.
| Parti                                      | Nombre de conseillers |
| ------------------------------------------ | --------------------- |
| Union démocrate magyare de Roumanie (UDMR) | 7                     |
| Parti civique hongrois (PCM)               | 6                     |

## Religions
En 2002, la composition religieuse de la commune était la suivante :
- Réformés, 86,50 % ;
- Catholiques romains, 5,08 % ;
- Unitariens, 2,99 % ;
- Adventistes du septième jour, 2,54 %.

## Démographie
En 1910, la commune comptait 8 Roumains (0,11 %) et 7 280 Hongrois (99,71 %).
En 1930, on recensait 29 Roumains (0,40 %), 7 076 Hongrois (96,71 %), 16 Juifs (0,22 %) et 193 Tsiganes (2,64 %).
En 2002, 29 Roumains (0,57 %) côtoient 4 962 Hongrois (97,75 %) et 82 Tsiganes (1,61 %). On comptait à cette date 1 217 ménages et 1 398 logements.
Jusqu'en 2002, les statistiques de population comprennent le village de Chibed.
| 1850  | 1880  | 1900  | 1910  | 1930  | 1956  | 1977  | 1992  | 2002  |
| ----- | ----- | ----- | ----- | ----- | ----- | ----- | ----- | ----- |
| 5 599 | 6 640 | 7 520 | 7 301 | 7 317 | 7 906 | 5 970 | 5 290 | 5 076 |

| 2007  | - | - | - | - | - | - | - | - |
| ----- | - | - | - | - | - | - | - | - |
| 3 262 | - | - | - | - | - | - | - | - |

## Économie
L'économie de la commune repose sur l'agriculture (horticulture notamment), l'élevage, l'exploitation des forêts et la transformation du bois ainsi que sur le tourisme.

## Communications

### Routes
Ghindari se trouve sur la route nationale DN13 A Sovata-Bălăușeri.

### Voies ferrées
La ligne de chemin de fer Blaj-Praid traverse la commune.

## Lieux et monuments
- Trei Sate, château du XVIIIe siècle.

- Trei Sate, église unitarienne de 1798.